# Дабик (журнал)
«Да́бик» (англ. Dabiq от араб. دابق‎) — цифровой журнал на английском языке, использовавшийся «Исламским государством» для пропаганды и вербовки новых сторонников на Западе. Назван в честь сирийского города Дабик, где, согласно преданиям, ближе к концу света произойдёт финальная битва между христианским Западом и мусульманами. Изданием журнала занималось медийное крыло ИГ Al-Hayat Media Center. Первый номер журнала вышел 5 июля 2014 года, вскоре после провозглашения Абу Бакра аль-Багдади «халифом». Летом 2016 года боевики ИГ потеряли контроль над городом Дабик и 15-й номер стал последним выпуском журнала. Его место занял другой журнал под названием «Румия».
По оформлению и содержанию «Дабик» похож на некоторые западные издания. Распространялся в популярном формате Portable Document Format (PDF) и находится в свободном доступе на множестве сайтов, одно время даже продавался в магазине Amazon.com.

## Название
Название «Дабик» связано с маленьким городком Дабик, расположенным в районе Аазаз к северу от Алеппо, рядом с истоком реки Кувайк. Согласно пророческим хадисам (содержится в «Сахихе» Муслима), именно здесь в преддверии Конца света состоится финальная битва между христианским Западом (букв. «римлянами») и мусульманами. Каждый номер журнала открывается цитатой террориста Абу Мусаба аз-Заркави (1966—2006): «От искры, вспыхнувшей здесь, в Ираке, разгорится пламя, оно будет пылать всё сильнее и сильнее, с позволения Аллаха, пока не сожжёт армии крестоносцев в Дабике» (англ. The spark has been lit here in Iraq, and its heat will continue to intensify — by Allah's permission — until it burns the crusader armies in Dabiq, араб. انطلقت الشرارة هنا في العراق وسوف تستمر حتى تحرق الجيوش الصليبية في دابق‎).

## Описание
«Дабик» является центральным элементом в виртуальном арсенале «Исламского государства». Объём первых номеров журнала составлял около 40—50 страниц, в дальнейшем количество страниц в выпусках выросло. По внешнему виду и содержанию «Дабик» похож на западные издания Time и Businessweek и написан безупречным английским языком. Чрезвычайно примечательными являются использованные в журнале шрифты и макеты страниц, красочность и передовые методы производства. Язык журнала является сложным, используются малопонятные для непросвещённых исламские термины, каждое упоминание имени пророка Мухаммеда сопровождается соответствующей молитвой. Длинные и сложные для восприятия статьи со структурированной информацией разъясняют позицию редакции. Всё это служит для вовлечения и инициации читателя, делает процесс чтения перформативным. Но иногда авторы могут переходить на более приземлённый язык, что, возможно, объясняется задачей «Дабика» позиционировать ИГ как современное государство. По словам Марианны Бакониной, каждая фотография, каждая фраза в журнале намекают на то, что человек не найдёт себя, пока не присоединится к Халифату.
Стиль угроз, содержащихся в журнале, напоминает коммунистические памфлеты 30-х годов XX века, но вместо проклятий в адрес капиталистов и «заблудших реформаторов» «Дабик» глумится над «крестоносцами», «отступниками», евреями, Ираном, Саудовской Аравией и другими мусульманскими странами. Вписанное в современный медиаконтекст «Исламское государство» выгодно отличается от воспроизводящих архаику «Аль-Каиды» или ХАМАС.

## История

### 2014 год

#### Islamic State NewsиIslamic State Report
За месяц до взятия «Исламским государством» города Мосул, 31 мая 2014 года был опубликован первый выпуск англоязычного журнала Islamic State News (ISN) с отчётами о военных действиях ИГ, а 3 июня вышел первый номер политического обозревателя Islamic State Report (ISR). До 5 июля под этими названиями были опубликованы несколько коротких выпусков. Новый журнал «Дабик» объединил черты ISR и ISN и прибавил к ним религиозные комментарии.

#### № 1. «Возвращение халифата»
В первый день месяца рамадан 1435 года по хиджре (28 июня 2014 года) Исламское государство Ирака и Леванта провозгласило себя «халифатом», а Абу Бакра аль-Багдади — новым «халифом». Вслед за этим 5 июля вышел первый номер журнала «Дабик» под заголовком «Возвращение халифата» (англ. The Return of Khilafah). В 50-страничном красочном выпуске мусульман всего мира призывали помочь «халифу», излагалась история успеха Исламского государства, которое заручилось поддержкой сирийских племён; сообщалось об успешных военных операциях ИГ. Иллюстрации содержали зверства, совершённые врагами «халифата», а также сцены насилия самих членов ИГ в отношении шиитов. Основной темой номера стало установление законности нового халифата и его политической и религиозной власти над всеми мусульманами с использованием исламских религиозных текстов. На страницах журнала также упоминается такое понятие как «миллет Ибрахима», что намекает на одноимённый влиятельный джихадистский трактат 1984 года, написанный Абу Мухаммадом аль-Макдиси, который не поддерживает Исламское государство и остаётся сторонником Аль-Каиды и аз-Завахири. Вероятно, этим редакция хотела обратиться к последователям аль-Макдиси, минуя самого аль-Макдиси. Также название номера совпадает с обращением экстремистской группировки «Хизбу-Тахрир Вилайа Пакистан» на английском языке, опубликованной 18 марта 2012 года.

#### № 2. «Потоп»
27 июля 2014 года вышел второй номер журнала под названием «Потоп» (англ. The Flood). Подзаголовок гласил: «Или Исламское государство, или потоп» (англ. It's Either The Islamic State Or The Flood). На страницах выпуска ИГ оправдывает свою экстремистскую идеологию, проводя аналогии с Ноем и Всемирным потопом. ИГ утверждает, что как и у Ноя, который не имел другого выбора, кроме как уверовать в Бога, чтобы выжить, у сегодняшних людей нет иного выбора, кроме как принять их интерпретацию ислама. Заголовок номера также был связан с тем, что в это время боевики Исламского государства захватили Мосульскую дамбу, при прорыве которой потоки воды могли достичь Багдада.

#### № 3. «Призыв к хиджре»
10 сентября 2014 года третий по счету выпуск журнала вышел под заголовком «Призыв к хиджре» (англ. A Call to Hijrah), который отсылает к переселению пророка Мухаммеда из языческой Мекки в мусульманскую Медину. На страницах этого номера мусульмане, живущие в немусульманских странах и не желающие присоединиться к Исламскому государству, были подвергнуты жёсткой критике. Действия «отступника» Барака Обамы были названы более «безрассудными», чем ближневосточная политика Джорджа Буша-младшего.

#### № 4. «Провалившийся крестовый поход»
На обложке 4-го номера журнала, вышедшего 11 октября 2014 года под заголовком «Провалившийся крестовый поход» (англ. The Failed Crusade), была изображена Площадь Святого Петра в Ватикане и реющее над ней чёрное знамя Исламского государства, добавленное с помощью графического редактора. Ранее официальный представитель ИГ Абу Мухаммад аль-Аднани и «халиф» Абу Бакр аль-Багдади заявлял о планах завоевать Рим, разбить кресты и поработить христианских женщин.

#### № 5. «Сохраниться и расшириться»
В 5-м номере журнала от 21 ноября 2014 года под заголовком «Сохраниться и расшириться» (англ. Remaining and Expanding, араб. باقية وتتمدّد‎)) была провозглашена тактика сдерживания уже захваченных территорий и последующего расширения Исламского государства. Воплощая на практике эту стратегию, ИГ удалось отстоять свои главные города Эр-Ракка и Мосул, а затем захватить столицу иракской провинции Анбар Эр-Рамади и важный сирийский город Пальмира.

#### № 6. «Аль-Каида в Вазиристане: Свидетельство изнутри»
6-й номер «Дабика» под заголовком «Аль-Каида в Вазиристане: Свидетельство изнутри» (англ. Al-Qa’idah of Waziristan: A Testimony from Within) вышел 24 декабря 2014 года. Номер открывается длинным текстом с похвалой в адрес Харона Мониса, захватившего заложников в Сиднее, за «смелый рейд». Поступок Мониса ставился в пример другим мусульманам, живущим в западных странах. В одной из статей перебежчик из Аль-Каиды даёт оценку этой организации и её лидеру Айману аз-Завахири. Аль-Каида была названа им «продажной» и «неэффективной», а её глава — «непригодным для лидерства». Также в выпуске содержится интервью с иорданским военным пилотом Муазом аль-Касасиба и текст, по-видимому, написанный Джоном Кэнтли.

### 2015 год

#### № 7. «От лицемерия до отступничества: Исчезновение „серой зоны“»
Номер под заголовком «От лицемерия до отступничества: Исчезновение „серой зоны“» (англ. From Hypocrisy to Apostasy: The Extinction of the Grayzone) вышел 12 февраля 2015 года. В этом номере была ясно изложена позиция Исламского государства по отношению к другим джихадистским группировкам. Те, кто не хотел присоединяться к халифату, стали считаться врагами Исламского государства. Аль-Каида, не признававшая всех шиитов поголовно вероотступниками, достойными смертной казни, была объявлена «недостаточно» исламской. Сотрудничество между ИГ и другими группировками было признано невозможным, пока последние не присягнут на верность халифу аль-Багдади.

#### № 8. «Только шариат будет править Африкой»
Заголовок 8-го номера «Дабика» связан с недавней присягой нигерийской группировки «Боко харам» и достижениями Исламского государства в Ливии. Тем мусульманам, которые не могли переселиться к ИГ в Сирию или Ирак, предлагалось переселиться в Африку. Также в выпуске содержится информация об атаке на музей «Бардо» и о разрушении ИГ древних ассирийских идолов.

#### № 9. «Они хитрили, и Аллах хитрил»
79-страничный 9-й номер журнала озаглавлен цитатой из 54-го аята суры «Аль Имран» (англ. They Plot and Allah Plots), а на обложке изображены госсекретарь США Джон Керри и министры иностранных дел арабских стран. В одной из публикаций теории заговора были названы «ширком», из-за которого многие связывают почти все события в мире с «неверными» и их спецслужбами. Согласно этим теориям, многие боевики считают Исламское государство марионеткой в руках Запада, гласит статья. Для заманивания мусульман, живущих в развитых странах, в номере были опубликованы фотографии чистых помещений больниц ИГ, а также было объявлено об открытии медицинского колледжа в Ракке и центра медицинских исследований в Мосуле. Заключительная часть выпуска содержит статью, якобы написанную британским журналистом Джоном Кэнтли, статьи которого публиковались в «Дабике» и ранее.

#### № 10. «Закон Аллаха или законы людей»
10-й номер журнала под заголовком «Закон Аллаха и законы людей» (англ. The Law of Allah or the Laws of Men) был презентован в священном для мусульман месяце рамадан и был посвящён мусульманским оппонентам Исламского государства, которые якобы «пренебрегли» словами Аллаха. На страницах журнала ИГ призывало всех мусульман в общем, и исламистские и националистические организации в частности к присоединению к джихаду против неверных. Исламское государство было объявлено единственной страной в мире, где правят согласно шариату.

#### № 11. «От битвы союзных племён до войны Коалиции»
Заголовок 11-го номера (англ. From the Battles of Al-Ahzāb to the War of Coalitions) «Дабика» отсылает к битве пророка Мухаммеда с союзными племенами (аль-ахзаб), которые напали на Медину. Исламское государство проводит параллели между малочисленной общиной Мухаммеда, боровшейся с преобладающим войском неверных, и новоявленным халифатом, который воюет против США и их союзников по борьбе с ИГ (на обложке номера изображены Реджеп Эрдоган и Барак Обама). Представляя своих врагов как объединённую силу, Исламское государство желает показать мир единым в «противостоянии исламу» в лице их квазигосударства. В выпуске предпринята попытка показать шиитов и евреев как союзников в борьбе против ислама, а ожидаемого шиитского махди — как того, кто будет править по еврейским законам и разговаривать на иврите. Фокусируясь на проблемах расизма в США, ИГ заявляет, что цвет кожи не играет роли в их государстве — единственным фактором, влияющим на враждебность или дружественность со стороны ИГ, является отвержение или принятие их идеологии. Также в выпуске содержится порицание в адрес тех, кто эмигрирует в Европу, тем самым совершая грех и покидая «землю ислама». ИГ пытается провести параллели между собой и Мединой во времена пророка Мухаммеда, куда переселялись ищущие убежища мусульмане.

#### № 12. «Просто террор»
12-й номер «Дабика» вышел 18 ноября 2015 года под заголовком «Просто террор» (англ. Just Terror) и с изображением жертв терактов в Париже на обложке. Похвалив восьмерых «рыцарей», атаковавших Париж, Исламское государство назвало эти террористические акты «началом кошмара для Франции». Теракты в Париже и катастрофа российского самолёта в Египте были объявлены местью за воздушные удары по позициям группировки в Сирии и Ираке. Именно в этом выпуске была показана фотография самодельной бомбы, которой, вероятно, был взорван российский самолёт.

### 2016 год

#### № 13. «Рафидиты. От Ибн Сабы до Даджаля»
Большая часть 56-страничного 13-го номера «Дабика» посвящена оправданию убийств мусульман-шиитов, которых представители Исламского государства называют уничижительным термином «рафидиты». Авторы сравнивают евреев и «рафидитов», проводя аналогии между враждой евреев к христианам и враждой «рафидитов» к исламу. «Евреи и рафидиты — две стороны одной медали» — твердят они. Шииты были обозваны «пособниками» американцев и более опасными врагами, чем США. Помимо этого со страниц журнала прозвучала похвала устроившим теракт в Сан-Бернардино 2 декабря 2015 года. Некролог Мухаммада Эмвази, более известного как «Джихадист Джон», наконец подтвердил факт его гибели.

#### Прекращение выпуска
15-й номер стал последним выпуском «Дабика». Вместо него «Исламское государство» начало выпускать другой электронный журнал — «Румия» (англ. Rumiyah). В это же время турецкие войска совместно со Свободной сирийской армией выбили боевиков ИГ из города Дабик и взяли его под контроль (см. Атака на Дабик).

## Редакция
Издателем «Дабика» являлся Al-Hayat Media Center (HMC, араб. مركز الحياة للإعلام‎), отвечающий за пропаганду джихада и регулярно публикующий видеозаписи и новостные сводки. HMC был создан в мае 2014 года. Неизвестно, кто именно стоит за этим центром, но инициатива создания, возможно, исходила от бывшего немецкого рэпера по прозвищу Deso Dogg, который после вступления в ряды ИГ стал называть себя «Абу Тальха аль-Алмани».
Факты указывают на то, что первые выпуски «Дабика» готовились в короткий промежуток времени. Переводом арабских статей на английский язык для журнала занимался Абу ан-Нада аль-Фарадж (англ. Abu al-Nada al-Faraj), изучавший английский в Университете Алеппо. Все 4 сотрудника журнала были европейцами, которых Абу ан-Нада описал как «Google-зависимых», ежедневно просматривающих такие издания, как The Washington Post, The New York Times, Financial Times, Foreign Policy и др.

## Целевая аудитория и методы распространения
Журнал в первую очередь был предназначен для коммуникации с потенциальными сторонниками ИГ на Западе. В отличие от англоязычного журнала Inspire аль-Каиды на Аравийском полуострове, побуждающего к одиночным атакам в западных странах, «Дабик» больше фокусируется на религиозной легитимизации самопровозглашённого халифата и призыве к эмиграции мусульман в Исламское государство.
Журнал распространялся в популярном формате Portable Document Format (PDF) и доступен на многих сайтах вроде Archive.org и JustPaste.it. Также в течение 2 недель «Дабик» можно было купить в интернет-магазине Amazon.com, где он позиционировался как «периодическое издание, освещающее вопросы монотеизма, поиска истины и джихада».

## Список номеров
| №  | Оригинальное заглавие                                      | Перевод                                                     | Дата (по хиджре)     | Дата (григорианский) | Кол-во страниц |
| -- | ---------------------------------------------------------- | ----------------------------------------------------------- | -------------------- | -------------------- | -------------- |
| 1  | The Return of Khilafah                                     | «Возвращение халифата»                                      | рамадан 1435         | 5 июля 2014          | 50             |
| 2  | The Flood                                                  | «Потоп»                                                     | рамадан 1435         | 27 июля 2014         | 44             |
| 3  | A Call to Hijrah                                           | «Призыв к хиджре»                                           | шавваль 1435         | 10 сентября 2014     | 42             |
| 4  | The Failed Crusade                                         | «Провалившийся крестовый поход»                             | зуль-хиджа 1435      | 11 октября 2014      | 56             |
| 5  | Remaining and Expanding                                    | «Сохраниться и расшириться»                                 | мухаррам 1436        | 21 ноября 2014       | 40             |
| 6  | Al-Qa’idah of Waziristan: A Testimony from Within          | «Аль-Каида в Вазиристане: Свидетельство изнутри»            | раби аль-авваль 1436 | 29 декабря 2014      | 63             |
| 7  | From Hypocrisy to Apostasy: The Extinction of the Grayzone | «От лицемерия до отступничества: Исчезновение „серой зоны“» | раби ас-сани 1436    | 12 февраля 2015      | 83             |
| 8  | Shari’ah Alone Will Rule Africa                            | «Только шариат будет править Африкой»                       | джумада ас-сани 1436 | 30 марта 2015        | 68             |
| 9  | They Plot and Allah Plots                                  | «Они хитрили, и Аллах хитрил» (Коран 3:54)                  | шаабан 1436          | 21 мая 2015          | 79             |
| 10 | The Law of Allah or the Laws of Men                        | «Закон Аллаха или законы людей»                             | рамадан 1436         | 13 июля 2015         | 79             |
| 11 | From the Battles of Al-Ahzāb to the War of Coalitions      | «От битвы союзных племён до войны Коалиции»                 | зуль-када 1436       | 9 августа 2015       | 66             |
| 12 | Just Terror                                                | «Просто террор»                                             | сафар 1437           | 18 ноября 2015       | 66             |
| 13 | The Rāfidah. From Ibn Saba’ to the Dajjāl                  | «Рафидиты. От Ибн Сабы то Даджаля»                          | раби ас-сани 1437    | 19 января 2016       | 56             |
| 14 | The Murtadd Brotherhood                                    | «Братья-муртадды»                                           | раджаб 1437          | 13 апреля 2016       | 68             |
| 15 | Break the Cross                                            | «Разбить крест»                                             | шавваль 1437         | 31 июля 2016         | 82             |